# Dessalines (Stadt)
 Dessalines (Haitianisch-Kreolisch: Desalin) ist eine Stadt im Département Artibonite im Norden von Haiti. Sie wurde nach Jean-Jacques Dessalines, dem ersten Herrscher des unabhängigen Haiti benannt.
Die Stadt liegt an der Straße 112 am Riviere Estber rund 80 Kilometer nordöstlich der haitianischen Hauptstadt Port-au-Prince in einer Höhe von 159 Metern über dem Meeresspiegel. In Dessalines leben 165.424 Einwohner. Im Jahr 1986 errichtet man das Claire-Heureuse-Krankenhaus.
Im Jahr 1804 erklärte Jean-Jacques Dessalines seine Heimatstadt Marchand zur Hauptstadt und nannte sie in Dessalines um. Nach seinem gewaltsamen Tod 1806 machte sein Nachfolger Henri Christophe Milot zur Hauptstadt.

## Söhne und Töchter der Stadt
- Charles Peters Barthélus (* 1970), Geistlicher und römisch-katholischer Bischof von Port-de-Paix